# Daïra d'Aïn Djasser
La daïra d'Aïn Djasser est une daïra d'Algérie située dans la wilaya de Batna et dont le chef-lieu est la ville éponyme de Aïn Djasser.

## Localisation
La daïra est située au nord de la wilaya de Batna.
|              |                     |         |
| Ras El Aioun | daïra d'Aïn Djasser | Seriana |
|              | Merouana            |         |

## Communes
La daïra est composéé de deux communes : Aïn Djasser et El Hassi.